# I-373 (sous-marin)
L'I-373 (イ-373) est un sous-marin de Classe Type D (丁型/潜丁型潜水艦, Tei-gata/Sen-Tei-gata sensuikan), navire de tête et exemplaire unique de la sous-classe D2 (丁型改（伊三百七十三型）, Tei-gata Kai, classe I-373) en service dans la marine impériale japonaise durant la Seconde Guerre mondiale.
Il a servi pendant la Seconde Guerre mondiale et a été coulé en juillet 1945.

## Description
Les sous-marins de la sous-classe D2 étaient des sous-marins de transport à moyenne portée, modèle amélioré de la classe I-361. La construction s'étalant entre 1943 et 1944
Ils ont un déplacement de 1 687 tonnes en surface et 2 276 tonnes en immersion. Les sous-marins mesuraient 74 mètres de long, avaient une largeur de 8,9 mètres et un tirant d'eau de 5,05 mètres. Les sous-marins permettaient une profondeur de plongée de 100 m et avaient un effectif de 55 officiers et membres d'équipage.
Kampon a été retenu comme fabricant des moteurs diesel Mk.23B Model 8. Pour la navigation de surface, les sous-marins étaient propulsés par deux moteurs diesel de 875 cv (645 kW), chacun entraînant un arbre d'hélice. En immersion, chaque hélice était entraînée par un moteur électrique de 600 chevaux-vapeur (441 kW). Ils pouvaient atteindre 13 nœuds (24 km/h) en surface et 6,5 nœuds (12 km/h) sous l'eau. En surface, les D1 avaient une autonomie de 5 000 milles nautiques (9 300 km) à 13 noeuds (24 km/h); en immersion, ils avaient une autonomie de 100 milles nautiques (185 km) à 3 noeuds (6 km/h).
Les sous-marins de la sous-classe D2 n'étaient pas armés de tube lance-torpilles. Ils étaient seulement armés pour le combat en surface avec 2 mortiers d'infanterie type 97 de 81 mm et de 7 canons anti-aérien de 25 mm Type 96.
Seul un exemplaire est mis en service, le I-373. Le I-374 a vu sa construction stoppée (40% achevé) le 17 avril 1945 et démoli ultérieurement.

## Construction
Construit par l'Arsenal naval de Yokosuka au Japon, le I-373 a été mis sur cale le 15 août 1944 sous le nom de sous-marin de transport n°2962. le 5 octobre 1944, il est renommé I-373 et provisoirement rattaché au district naval de Yokosuka. Il a été lancé le 30 novembre 1944 et a été achevé et mis en service le 14 avril 1945.

## Historique
Le I-373 est mis en service dans la Marine impériale japonaise le 14 avril 1945 et rattaché au district naval de Yokosuka. Le lieutenant de vaisseau (海軍大尉 (Kaigun-dai-i))) Inobe Yukio est le commandant du sous-marin au moment de sa mise en service. Il est affecté au 11e escadron de sous-marins pendant sa mise au point.
Le 16 juin 1945, il quitte Yokosuka à destination de Sasebo. Arrivé à Sasebo le 17 juin 1945, il commence à être transformé en sous-marin-citerne capable de transporter 150 tonnes d'essence d'aviation en plus d'autres cargaisons. Le 20 juin 1945, il est réaffecté à la 15e division de sous-marins de la 6e Flotte.

### Opérations de transport
La Fleet Radio Unit, Melbourne (FRUMEL), une unité alliée de renseignement sur les signaux, basée à Melbourne, en Australie, a indiqué qu'elle avait intercepté et décrypté des signaux indiquant que le I-373 a quitté Sasebo pour un ravitaillement de Takao sur Formose le 3 juillet 1945 et est revenu à Sasebo le 26 juillet 1945, mais l'examen des archives japonaises après la Seconde Guerre mondiale n'a pas corroboré les déclarations de FRUMEL.
Le 5 août 1945, FRUMEL a signalé qu'il avait intercepté et décrypté un signal japonais indiquant que le I-373 quitterait Sasebo ce jour-là à destination de Takao et reviendrait avec une cargaison d'essence d'aviation, de riz et de sucre. En fait, le I-373 a fait route de Sasebo le 9 août 1945 en direction de Takao.

### Perte
A 20h10 le 13 août 1945, le I-373 est en surface dans la mer de Chine orientale à 200 milles nautiques (370 km) au sud-est de Shanghai, en Chine, à une vitesse de 10 noeuds (19 km/h) et en zigzagant autour d'une trajectoire de base de 230 degrés lorsque le sous-marin de l'US Navy (la marine américaine) USS Spikefish le détecte sur son radar. Le détecteur de radar du Spikefish a également détecté l'impulsion du radar de recherche aérienne Type 13 du I-373. Le Spikefish a fermé le champ, aperçoit le I-373 à une distance de 3 200 m à 20h18, et le suiti pendant une heure, mais perd le contact visuel à 21h18 lorsque le I-373 a fait une feinte au sud-est, puis s'est immergé.
A 00h07 le 14 août 1945, le Spikefish reprend le contact radar sur le I-373 à une distance de 7 900 m et recommence à le suivre, confirmant finalement que le I-373 est un sous-marin japonais à 04h19. A 04h24, le Spikefish tire six torpilles Mark 14 Mod 3A à une distance de 1 200 m. Le I-373 est touché deux fois et coule par l'arrière à la position géographique de 29° 02′ N, 123° 53′ E. L'opérateur sonore du Spikefish a déclaré avoir entendu des bruits forts d'air s'échappant du I-373 qui coulait.
Le Spikefish fait surface, et à 5h40, il traversée une épaisse nappe de diesel et une grande quantité de débris flottants. Il trouve cinq survivants dans l'eau, qui ont tous refusé le sauvetage. Il en a laissé quatre périr dans l'eau, mais a ramené de force l'un d'eux à bord. Le seul survivant du I-373 a été identifié à tort par l'équipage du Spikefish comme étant du sous-marin inexistant "I-382".
Quatre-vingt-quatre hommes sont morts dans le naufrage du I-373, le dernier sous-marin japonais perdu pendant la Seconde Guerre mondiale, qui s'est achevé le lendemain.
Les Japonais le retire de la liste de la Marine le 15 septembre 1945.